# Mania (álbum de Fall Out Boy)
Mania (estilizado como M A N I A e formalmente intitulado como Mania: A Fall Out Boy LP) é o sétimo álbum de estúdio da banda americana de rock Fall Out Boy, lançado em 19 de janeiro de 2018 através da Island Records e DCD2, servindo como o seguimento de seu álbum de 2015, American Beauty/American Psycho.

## Antecedentes
Fall Out Boy ganhou sucesso comercial e aclamação mundial depois de lançar seu sexto álbum de estúdio, American Beauty/American Psycho (2015). Durante a extensa turnê em promoção do álbum, o grupo começou a escrever e gravar material para seu sétimo álbum. O início do processo de produção de Mania começou depois que o líder da banda, Patrick Stump, apresentou a canção "Young and Menace" ao baixista Pete Wentz no Reading and Leeds Festival de 2016, o que inspirou os músicos a gravar a canção até a sua versão final. Em uma entrevista com a revista Rolling Stone, Wentz descreveu a visão por trás de Mania. "Parece que, de vez em quando, você deve fazer um reinício difícil que limpa o cache e apaga o disco rígido. Eu acho que foi isso que [Mania] era - uma grande paleta limpa", disse Wentz.
Após o lançamento dos primeiros dois singles do álbum, "Young and Menace" e "Champion", Patrick Stump com uma declaração no Twitter, confirmou que a banda estava adiando a data de lançamento de Mania até 19 de janeiro de 2018 devido a "sensação de que eles estavam apressados demais".[carece de fontes?]

### Adiamento de lançamento
Mania foi originalmente programado para um lançamento em 15 de setembro de 2017, em todo o mundo. No entanto, em 3 de agosto de 2017, Patrick Stump anunciou que o lançamento do álbum seria adiado até o dia 19 de janeiro de 2018. "O álbum realmente não está pronto, e me sinto muito apressado", disse Stump no Twitter. "Eu realmente não acredito que seja pelo menos tão forte ou válido como aquele que veio antes dele e, para fazer isso, precisamos de um pouco mais de tempo para produzir corretamente e com atenção sólida daa performances".
Em 6 de novembro de 2017, a banda anunciou nas mídias sociais que o álbum havia sido completado e revelou a lista de faixas. Antecipadamente antes do lançamento do álbum, tornou-se evidente que várias plataformas de streaming publicaram as faixas do álbum fora de ordem. As cópias físicas mantêm a ordem originalmente lançada pela banda.

## Faixas
Todas as faixas escritas e compostas por Patrick Stump, Pete Wentz, Joe Trohman e Andy Hurley, exceto onde descrito. 
| Edição digital |                                                |                                                                   |         |  |
| N.º            | Título                                         | Compositor(es)                                                    | Duração |  |
| 1.             | "Young and Menace"                             |                                                                   | 3:44    |  |
| 2.             | "Champion"                                     | Stump, Wentz, Trohman, Hurley, Sia Furler, Jesse Shatkin          | 3:13    |  |
| 3.             | "Stay Frosty Royal Milk Tea"                   |                                                                   | 2:50    |  |
| 4.             | "Hold Me Tight or Don't"                       | Stump, Wentz, Trohman, Hurley, Jonny Coffer                       | 3:30    |  |
| 5.             | "The Last of the Real Ones"                    | Stump, Wentz, Trohman, Hurley, Carlo Montagnese                   | 3:50    |  |
| 6.             | "Wilson (Expensive Mistakes)"                  |                                                                   | 3:36    |  |
| 7.             | "Church"                                       | Stump, Wentz, Trohman, Hurley, Andrew Wells, Audra Mae, Kate York | 3:31    |  |
| 8.             | "Heaven's Gate"                                |                                                                   | 3:45    |  |
| 9.             | "Sunshine Riptide" (participação de Burna Boy) |                                                                   | 3:24    |  |
| 10.            | "Bishops Knife Trick"                          |                                                                   | 4:23    |  |
| Duração total: | Duração total:                                 | Duração total:                                                    | 35:46   |  |

| Edição física  |                                                |         |  |
| N.º            | Título                                         | Duração |  |
| 1.             | "Stay Frosty Royal Milk Tea"                   | 2:50    |  |
| 2.             | "The Last of the Real Ones"                    | 3:50    |  |
| 3.             | "Hold Me Tight or Don't"                       | 3:30    |  |
| 4.             | "Wilson (Expensive Mistakes)"                  | 3:36    |  |
| 5.             | "Church"                                       | 3:31    |  |
| 6.             | "Heaven's Gate"                                | 3:45    |  |
| 7.             | "Champion"                                     | 3:13    |  |
| 8.             | "Sunshine Riptide" (participação de Burna Boy) | 3:24    |  |
| 9.             | "Young and Menace"                             | 3:44    |  |
| 10.            | "Bishops Knife Trick"                          | 4:23    |  |
| Duração total: | Duração total:                                 | 35:46   |  |

| Faixas bônus japonesa |                                                |         |  |
| N.º                   | Título                                         | Duração |  |
| 11.                   | "Champion" (remix) (participação de RM do BTS) | 3:35    |  |
| Duração total:        | Duração total:                                 | 39:21   |  |

| Japanese bonus DVD |                                                   |         |  |
| N.º                | Título                                            | Duração |  |
| 1.                 | "Young and Menace" (videoclipe)                   | 3:59    |  |
| 2.                 | "Young and Menace" (videoclipe - making of)       | 1:58    |  |
| 3.                 | "Champion" (videoclipe)                           | 3:41    |  |
| 4.                 | "Champion" (videoclipe - making of)               | 2:00    |  |
| 5.                 | "The Last of the Real Ones" (videoclipe)          | 3:50    |  |
| 6.                 | "Hold Me Tight or Don't" (videoclipe)             | 3:37    |  |
| 7.                 | "Hold Me Tight or Don't" (videoclipe - making of) | 2:08    |  |
| Duração total:     | Duração total:                                    | 19:53   |  |

## Performance comercial
Mania estreou na primeira posição na Billboard 200 dos Estados Unidos ao vender aproximadamente 130 mil unidades em sua semana de estreia, das quais 117 mil foram em formato físico.  É o quarto álbum número um dos Estados Unidos da banda.

### Desempenho nas tabelas musicais
| Paradas (2018)                        | Melhor posição |
| ------------------------------------- | -------------- |
| Austrália (ARIA)                      | 3              |
| Bélgica (Ultratop Flandres)           | 11             |
| Bélgica (Ultratop Valônia)            | 36             |
| Países Baixos (Dutch Charts)          | 15             |
| Finlândia (Suomen virallinen lista)   | 8              |
| Alemanha (Offizielle Deutsche Charts) | 5              |
| Irlanda (IRMA)                        | 12             |
| Itália (FIMI)                         | 37             |
| Nova Zelândia (RMNZ)                  | 6              |
| Noruega (VG-lista)                    | 20             |
| Escócia (Official Scottish Albums)    | 3              |
| Suécia (Sverigetopplistan)            | 11             |
| Reino Unido (Official Albums Chart)   | 2              |
| Reino Unido (UK Rock & Metal Albums)  | 1              |
| Estados Unidos (Billboard 200)        | 1              |

## Créditos e Pessoal
Créditos adaptados através do Tidal.
Fall Out Boy
- Patrick Stump – vocais, guitarra rítmica, piano, programação
- Pete Wentz – guitarra base, baixo, vocais de apoio
- Joe Trohman – guitarra, vocais de apoio
- Andy Hurley – bateria, percussão

Créditos adicionais
- Jesse Shatkin – produção, mixagem
- Butch Walker – produção
- Andrew Wells – produção
- Fall Out Boy – produção primária
- Suzy Shinn – engenharia
- Rouble Kapoor – assistente de engenharia